# Campeonato Sudamericano de Clubes Campeones 1970
El Campeonato Sudamericano de Clubes Campeones 1970 fue la décima edición de lo que era el torneo más importante de clubes de baloncesto en Sudamérica. Participaron 4 equipos de cuatro países sudamericanos: Bolivia, Brasil, Chile y Uruguay.
Fue realizado en la ciudad chilena de Punta Arenas.
El título de esta edición fue ganado por el Sírio (Brasil).

## Equipos participantes
| País           | Equipo               |
| -------------- | -------------------- |
| Bolivia 1 cupo | Municipal            |
| Brasil 1 cupo  | Sírio                |
| Chile 1 cupo   | Sokol                |
| Uruguay 1 cupo | Club Atlético Atenas |